# (16002) Bertin
(16002) Bertin est un astéroïde de la ceinture principale découvert le 15 janvier 1999 par le projet OCA-DLR Asteroid Survey.
Il a été nommé en hommage à Emmanuel Bertin, astrophysicien français.

## Compléments